# El gran silenci
El gran silenci  (títol original en italià: Il grande Silenzio) és un spaghetti western franco-italià dirigit per Sergio Corbucci, estrenat el 1968. Ha estat doblada al català.

## Argument
Hivern 1898, a les muntanyes del Utah, els pagesos i llenyataires s'han convertit en fugitius per sobreviure. Caçadors de recompenses, dirigits pel dolcenc però cruel Tigrero, són pagats per abatre'ls. Pauline, el marit del qual ha estat mort per Tigrero, contracta Silenci, un pistoler mut per venjar-la.

## Repartiment
- Jean-Louis Trintignant: Silence
- Klaus Kinski: Tigrero
- Frank Wolff: Xèrif Burnett
- Luigi Pistilli: Pollicut
- Vonetta McGee: Pauline
- Mario Brega: Martin, ajudant de Pollicut
- Carlo D'Angelo: governador
- Marisa Merlini: Regina
- Maria Mizar
- Marisa Sally
- Raf Baldassarre: caçador borni
- Spartaco Conversi: Walter
- Remo De Angelis
- Mirella Pamphili: Noia del saloon

## Al voltant de la pel·lícula
El gran silenci  apareix com un western atípic i únic. Retorna als codis del gènere: la pel·lícula es desenvolupa en una decoració nevada, la vídua és una afroamericana, el caçador de recompenses no és més un justicier solitari sinó un mercenari que caça en grup…
La discapacitat de l'heroi, Silence, exagera fins a l'absurd la manca de loquacitat d'un Clint Eastwood a les pel·lícules de Sergio Leone.
La pel·lícula és d'una bellesa plàstica del tot destacable: el joc dels colors i sobretot ombres i de les llums sobre la muntanya porten la pel·lícula cap a la contemplació entre les escenes d'acció.
Cal també subratllar un aspecte paradoxal de la pel·lícula: una història d'amor la qual, per força de les coses, es converteix en una història de venjança. L'única escena d'amor de la pel·lícula és molt discreta. La dona és de fet central en el relat i no com a presa sinó com a personatge responsable de tota la intriga.
Pel que fa al final de la pel·lícula, és alhora inesperada i ineluctable i deixa veure la verdadera cara de l'Oest en el sentit salvatge, sense caure mai però en el realisme sòrdid. Es tracta doncs d'una petita obra mestra on la dimensió èpica convinguda del western és eclipsada davant la tragèdia.
- Els productors, trobant el final massa fosc, havien demanat a Corbucci un final optimista, que va ser rodat. És totalment inversemblant. La llegenda conta que Corbucci hauria preparat voluntàriament un final feliç ridícul perquè no fos agafada al muntatge. Se la pot veure (sense banda sonora) en els extres que acompanyen la majoria de les reedicions a DVD. Tanmateix, un pla d'aquest final alternatiu es troba en la banda de l'anunci original de la pel·lícula.
- L'estranya pistola de Silence és una Màuser C96, cosa que no és totalment inversemblant (l'acció passa el 1898 i el Màuser C96 va estar disponible des de 1895). Segons els «puristes», hi hauria tanmateix anacronisme: Silence utilitzaria de fet un «model 1912» amb un estoig de fusta.
- La pel·lícula va inspirar fortament Yves Swolfs per al primer episodi de la seva nova sèrie Durango, «Els gossos moren a l'hivern», àlbum de còmics aparegut el 1981. El final va ser evidentment modificada perquè la sèrie pogués prosseguir (15 àlbums de 1981 a 2008) i Durango no compra el Màuser fins al començament del tercer episodi, «Trampa per a un assassí» (l'arma havent pertangut a Silence, després Tigrero, abans d'acabar amb un armer).